# Công nghiệp nội dung
Công nghiệp nội dung là một thuật ngữ cây dù mà các công ty sở hữu và cung cấp truyền thông đại chúng cùng siêu dữ liệu truyền thông. Công nghiệp nội dung có thể bao gồm âm nhạc, điện ảnh, xuất bản phẩm dưới mọi hình thức, quyền sở hữu các tiêu chuẩn hóa, dữ liệu địa lý; và siêu dữ liệu về toàn bộ hoặc bất kỳ mọi thứ ở trên.
Trong thời đại thông tin, công nghiệp nội dung bao gồm một thị trường khổng lồ.